# Djougou I
Djougou I è un arrondissement del Benin situato nella città di Djougou (dipartimento di Donga) con 31.246 abitanti (dato 2006).